# Robert Millin de Grandmaison
Pour les articles homonymes, voir Millin de Grandmaison, Millin et Grandmaison.
Robert Georges Camille Marie Millin de Grandmaison est un homme politique français, né le 5 mai 1896 à Paris 8e, où il est mort le 6 août 1982. Il fut conseiller général puis député de Maine-et-Loire dans l'entre-deux-guerres.

## Biographie
Il est le fils aîné du baron Georges de Grandmaison (1865-1943), homme politique du Maine-et-Loire et descendant  du maréchal Lobau, aide de camp de Napoléon Ier. 
Il fit des études au collège Stanislas à Paris. Il participe à la Première Guerre mondiale où il est blessé près de Craonne le 11 avril 1917 ce qui lui vaut une citation. Il finit la guerre au grade de sous-lieutenant d'artillerie et reprend ses études à la faculté de droit de Paris où il obtient un doctorat en 1922.  
Cette même année, il est élu conseiller général du canton de Montreuil-Bellay dans le Maine-et-Loire, alors plus jeune conseiller général de France. Il occupera ce poste jusqu'en 1944. En 1933, il succède comme député de Maine-et-Loire à son père — qui était resté près de 40 ans, de 1893 à 1933, député de cette circonscription du Saumurois — lorsque celui-ci est élu sénateur. Il siège dans le groupe de centre-droit Républicain et social et est réélu au premier tour lors des élections de 1936. À la Chambre, il s'intéresse principalement aux questions militaires et viticoles.
Le 10 juillet 1940, il vote les pleins pouvoirs au maréchal Pétain (son père les vota aussi comme sénateur). Inéligible à la Libération, il perd son siège de conseiller général. Il se présente sans succès aux élections législatives de 1956 et quitte alors la vie politique.
Il meurt le 6 août 1982 à Paris et est inhumé au cimetière du Père-Lachaise (31e division).

## Distinctions
- Croix de guerre 1914-1918[2]
- Officier de la Légion d'honneur[2]

## Sources
- « Robert Millin de Grandmaison », dans le Dictionnaire des parlementaires français (1889-1940), sous la direction de Jean Jolly, PUF, 1960 [détail de l’édition]